# Суханово (Каракулинський район)
Суха́ново (рос. Суханово, удм. Суханово) — присілок у складі Каракулинського району Удмуртії, Росія.
Населення — 4 особи (2010; 53 у 2002).
Національний склад:
- росіяни — 98 %